# Tessuto Jacquard

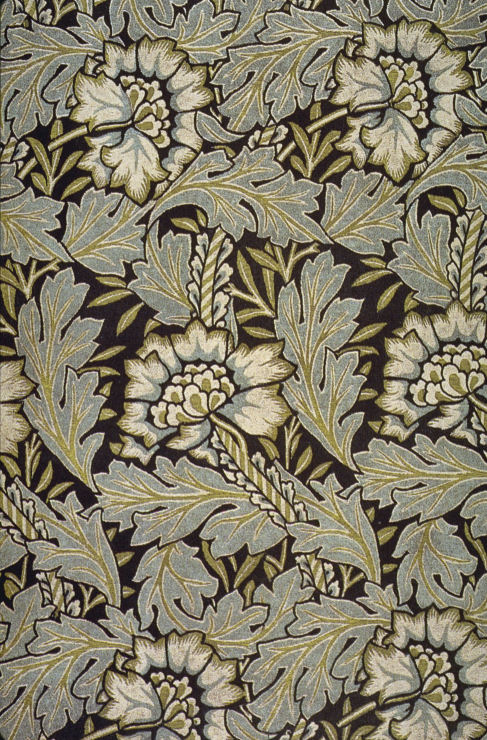
Tessuto Jacquard Damasco

Il tessuto jacquard è una categoria di  filati operati che presentano disegni complessi. Il disegno o il motivo decorativo viene realizzato direttamente nel corpo del tessuto, creando effetti leggermente in rilievo che risaltano la qualità di queste stoffe.

## Storia
Joseph-Marie Jacquard nel 1806 brevettò una macchina che riuniva tre processi utilizzati nel secolo precedente: l'uso di aghi e di una carta continua forata contenente il disegno; la sostituzione della carta continua con cartoni legati tra loro; la collocazione di un cilindro meccanico sopra il telaio. Il risultato fu il telaio Jacquard, dove il cambio della sequenza dei cartoni veniva effettuato dal tessitore azionando una leva o manopola che, collegata con corde, faceva avanzare di un passo il meccanismo che portava un nuovo cartone sotto i contrappesi.

## Caratteristiche
Nella tessitura a navetta si definiscono jacquard tutti quei tessuti realizzati con l'apposito telaio che permette di creare disegni complessi su un solo lato, ottenuti tramite l'intreccio di fili di trama e di ordito di vari colori. Con questi tessuti si realizzano tappezzeria, vestiti, cravatte, cappotti, coperte, tendaggi, tovaglie, e borse in qualsiasi tipo di fibra tessile.

## Tipi
Tra i tessuti jacquard più diffusi vi sono:
- Gobelin
- Damasco (tessuto)
- Broccato
- Fil coupé
- Matelassé
- Velluto di Genova
- Lancè